# Söderlingska ängen

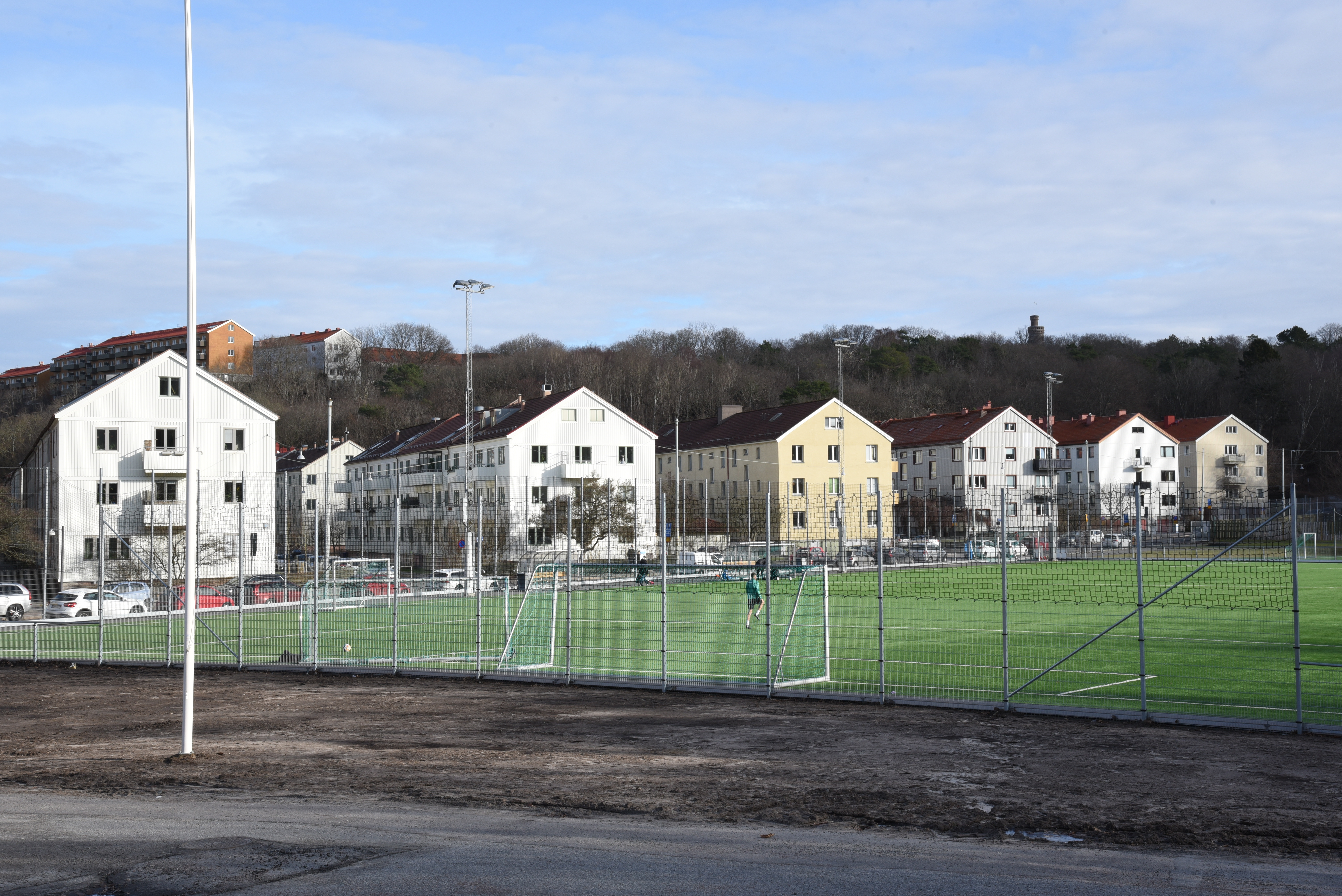
Söderlingska ängen sedd från Majvallen.

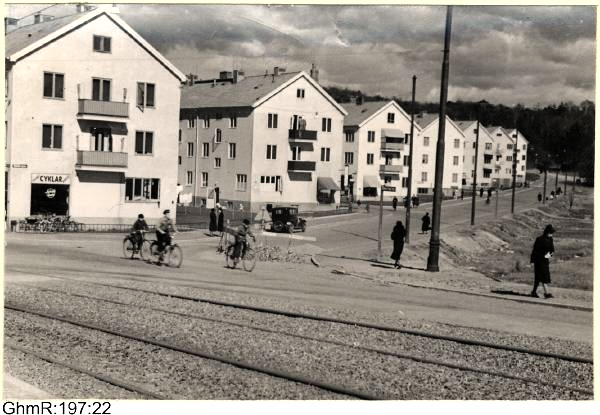
Hålekärrsgatan på Söderlingska ängen år 1939.

Söderlingska ängen är ett bostadsområde i stadsdelen Majornas 3:e rote i Göteborg. Området uppfördes under åren 1936–1939 efter en stadsplan upprättad av Uno Åhrén.

## Historik
Under 1860-talet köptes fastigheten Hålekärr, som marken tillhörde, av orgelbyggaren Johan Nikolaus Söderling. Stadsdelarna Kungsladugård och Majorna byggdes ut strax före 1930-talet enligt stadsplan framtagen av Albert Lilienberg. Ännu i början av 1930-talet var området på Söderlingska ängen obebyggt.
När Uno Åhrén efterträdde Lilienberg som förste stadsingenjör år 1932, omarbetade Gunnar Sundbärg och Åhrén år 1933 Lilienbergs stadsplan med kringbyggda kvarter. Den nya stadsplanen utgick från funktionalismens ideal med ljus, luft och grönska. Bebyggelsen kom att bestå av rader med landshövdingehuslameller med en park centralt placerad. Området placerades på den Söderlingska ängen och de omkringliggande bergen bebyggdes inte. Bebyggelsen uppfördes under åren 1936–1939. I en debattartikel kallades den av Åhrén omarbetade stadsplanen för Söderlingska ängen "en öppen, socialistisk stadsplan".
Trafikmässigt lades Ekedalsgatan in som en huvudtrafikled och Såggatan anslöts till denna. Där dessa gator möttes drogs den nya Hålekärrsgatan upp mot Slottsskogens nordvästra entré. Söder om Hålekärrsgatan reserverades ett område för idrottsändamål, på vilket Majvallen kom att anläggas år 1944. Söderlingsgatan, som är belägen i området, föreslogs först benämnas Brantingsgatan efter framlidne Hjalmar Branting. Fastigheten Hålekärr nämns tidigast år 1779.